# Discographie de Georges Moustaki
Cet article recense la discographie de Georges Moustaki.